# Mörttjärnen (Degerfors socken, Västerbotten, 716708-168908)
Mörttjärnen är en sjö i Vindelns kommun i Västerbotten och ingår i Sävaråns huvudavrinningsområde. Sjön har en area på 0,274 kvadratkilometer och ligger 257 meter över havet. Mörttjärnen ligger i Sävarån Natura 2000-område.

## Delavrinningsområde
Mörttjärnen ingår i det delavrinningsområde (716708-169067) som SMHI kallar för Inloppet i Stor-Renträsket. Medelhöjden är 262 meter över havet och ytan är 5,27 kvadratkilometer. Räknas de 28 avrinningsområdena uppströms in blir den ackumulerade arean 148,5 kvadratkilometer. Avrinningsområdets utflöde Sävarån (Lossmenån) mynnar i havet. Avrinningsområdet består mestadels av skog (54 procent) och sankmarker (31 procent). Avrinningsområdet har 0,34 kvadratkilometer vattenytor vilket ger det en sjöprocent på 6,5 procent.